# PGC 18960
LEDA/PGC 18960 (NGC 2146A) ist eine aktive Balken-Spiralgalaxie mit ausgedehnten Sternentstehungsgebieten vom Hubble-Typ SBab/P im Sternbild Giraffe am Nordsternhimmel. Sie ist rund 73 Millionen Lichtjahre von der Milchstraße entfernt und hat einen Durchmesser von etwa 55.000 Lichtjahren. Gemeinsam mit NGC 2146 bildet sie das optische Galaxienpaar KPG 110.